# Kadel King
Kadel King (...) è un giocatore di football americano britannico, che gioca come linebacker per gli East Kent Mavericks.
Ha giocato inizialmente per i Bristol Pride, passando in seguito ai Kent Exiles e alla squadra universitaria canadese dei St. Francis Xavier X-Men.Tornato in Europa ha firmato con i tedeschi Potsdam Royals e l'anno seguente con i Frankfurrt Universe. Nel 2020 ha militato in 3 squadre di nazioni diverse (i polacchi Bydgoszcz Archers, i finlandesi Kuopio Steelers e gli spagnoli Mallorca Voltors), per poi essere inserito nel 2021 nella reserve list dei Frankfurt Galaxy. Dal 2022 gioca negli East Kent Mavericks.

## Palmarès
- 1 Vaahteramalja (Kuopio Steelers: 2020)